# Cosmos 225
Cosmos 225 (en cirílico, Космос 225) fue un satélite artificial científico soviético perteneciente a la clase de satélites DS (el primero y único de tipo DS-U1-Ya) y lanzado el 11 de junio de 1968 mediante un cohete Cosmos-2I desde el cosmódromo de Kapustin Yar.

## Objetivos
La misión de Cosmos 225 fue realizar estudios sobre la capa superior de la atmósfera terrestre y los rayos cósmicos.

## Características
El satélite tenía una masa de 400 kg (aunque otras fuentes indican 375 kg) y fue inyectado inicialmente en una órbita con un perigeo de 257 km y un apogeo de 530 km, con una inclinación orbital de 48,4 grados y un periodo de 92,2 minutos.
Cosmos 225 reentró en la atmósfera el 2 de noviembre de 1968.

## Resultados científicos
Cosmos 225 realizó mediciones que llevaron a estudios sobre la distribución energía de los núcleos cargados que componen los rayos cósmicos.